# نورينكو
شركة صناعات شمال الصين وتعرف اختصاراً باسم نورينكو هي شركة صينية أشتهرت بصناعة الأسلحة بمختلف أنواعها من الأسلحة الفردية إلى الدبابات وقاذفات الصواريخ . كما تقوم الشركة بتصنيع السيارات والآلات والمنتجات البصرية الالكترونية، معدات حقول النفط، والمواد الكيميائية، والمنتجات الصناعية الخفيفة والمتفجرات، وكذلك الأسلحة النارية المدنية والعسكرية والذخيرة. وفي مجال المسدسات صنعت شركة نورينكو نسخ من مسدسات مشهورة مثل 1911، CZ، SIG، توكاريف وغيرها من المسدسات.وقد صنفت نورينكو بين طليعة من أكبر 500 شركة في الصين من حيث إجمالي الأصول والإيرادات.

## العلاقة مع الولايات المتحدة
في عام 1993، تم حظر استيراد معظم الأسلحة النارية والذخائر من شركة نورينكو إلى الولايات المتحدة وفقا لقواعد تجارية جديدة، ولكن الحظر لا ينطبق على البنادق الرياضية أو الذخيرة .وفي أغسطس 2003 فرضت إدارة بوش فرضت عقوبات على شركة نورينكو بتهمة بيع السلع المتعلقة بالصواريخ إلى إيران . وقد أدت هذه العقوبات إلى فرض حظر على واردات الولايات المتحدة من ما تبقى من أنواع الأسلحة النارية والذخيرة التي لم يشملها الحظر عام 1993.